# Augusto Da Silva
Augusto Alves Da Silva Neto  (Goiânia, 17 november 1983) is een Braziliaans-Belgisch voetballer die uitkomt voor Lierse Kempenzonen, met een contract tot 30 juni 2020. Zijn positie is aanvaller. Eerder speelde hij voor Berchem Sport, SWI Harelbeke, Royal Cappellen FC, RC Mechelen, KV Turnhout, Waasland-Beveren, SK Sint-Niklaas en Union Sint-Gillis.

## Clubcarrière

##### Berchem Sport
Da Silva speelde in de jeugd bij Royal Antwerp FC en Berchem Sport, bij die laatste maakte hij zijn debuut in de A-kern na gekocht te zijn van de U19 van Antwerp. Bij Berchem Sport was hij in zijn eerste seizoen niet altijd basisspeler, hij speelde 17 wedstrijden waarin hij 4 maal wist te scoren, nog altijd geen slechte cijfers voor een 19-jarige. Berchem wist dat seizoen naar Derde klasse te promoveren. In zijn tweede (en tevens laatste) seizoen bij Berchem was hij een titularis, hij wist 12 maal te scoren in 32 wedstrijden, Berchem wist opnieuw te promoveren, de derde promotie als kampioen na elkaar. Men mocht echter niet promoveren omdat ze niet voldeden aan de licenties voor Tweede klasse.

##### SWI Harelbeke
Da Silva ging echter wél in Tweede klasse spelen, maar niet bij Berchem. Hij werd verkocht aan SWI Harelbeke, bij Harelbeke was hij niet altijd titularis. Hij speelde 21 wedstrijden waarin hij maar 3 maal wist te scoren. Harelbeke eindigde zestiende en verloor in de play-downs tegen Derdeklasser KV Kortrijk waardoor men naar Derde klasse degradeerde. In 2004/05 speelde Da Silva meer, zijn scorend vermogen was echter nog altijd zoek. Harelbeke eindigde dat seizoen in de grijze middenmoter.

##### Royal Cappellen FC
Bij Cappellen wist Da Silva zijn scorend vermogen terug te vinden. In zijn eerste seizoen in Kapellen was hij een vaste waarde, hij speelde 32 wedstrijden waarin hij 9 wedstrijden wist te scoren. Cappellen eindigde dat seizoen tweede. In zijn tweede seizoen bij Cappellen scoorde hij nog meer, hij speelde wel minder wedstrijden. Cappellen eindigde dat seizoen zesde. Hij speelde 27 wedstrijden waarin hij 14 maal wist te scoren. In 2007/08 was hij weer een vaste waarde, gek genoeg scoorde hij veel minder dan in het seizoen ervoor.

##### Racing Mechelen
In zijn 3 seizoenen bij Cappellen eindigde men altijd rond de eindrondeplaatsen, Cappellen kon echter geen licentie behalen voor Tweede klasse, dit was een van de redenen waarvoor Da Silva naar Racing Mechelen vertrok. Hoeveel wedstrijden hij precies speelde bij Mechelen is niet bekend, van de 7 wedstrijden waar we wél gegevens van hebben speelde hij ze allemaal. Dus we kunnen concluderen dat Da Silva dat seizoen titularis was bij Mechelen. De Racing eindigde dat seizoen vierde in Derde klasse. Men verloor over 2 wedstrijden van UR La Louvière Centre.

##### KV Turnhout
Na 1 jaar bij Mechelen gespeeld te hebben waarin het net misliep om te promoveren vertrok Da Silva naar KV Turnhout in Tweede klasse. Da Sliva was 2 seizoenen lang titularis. Turnhout eindigde in beide seizoenen zestiende. In 2009/10 waren er echter 19 clubs in Tweede klasse waardoor Turnhout geen eindronde moest spelen. In 2010/11 moesten zei dat echter wel. Men verloor in de eindronde na verlengingen 5-4 van SK Sint Niklaas.

##### Waasland-Beveren
Da Silva ging echter niet mee naar Tweede klasse, hij vertrok naar Waasland-Beveren. Bij de kersverse fusieclub was Da Silva titularis hij dwong samen met de rest van de spelers promotie af naar Eerste Klasse via de eindronde. Waasland-Beveren werd eerste in een groep met KAS Eupen, KVC Westerlo en KV Oostende. Augusto Da Silva speelde zijn eerste wedstrijd in de Jupiler Pro League op 28 juli 2012 op het veld van Club Brugge waar hij meteen zijn eerste doelpunt scoorde. Hij werd zo de allereerste doelpuntenmaker van Waasland-Beveren ooit op het hoogste niveau. Da Silva was niet altijd titularis in Eerste klasse. De Leeuwen eindigde dat seizoen dertiende.

##### SK Sint-Niklaas
Hierna vertrok hij naar SK Sint-Niklaas. Sint-Niklaas was in het seizoen daarvoor al uit de Tweede klasse gedegradeerd. Sint-Niklaas werd dat seizoen voorlaatste. Da Silva speelde 32 wedstrijden en wist 7 maal te scoren.

##### terugkeer naar Kapellen
Na dit mislukte avontuur ging hij terug naar Cappellen. Bij zijn oude liefde werd hij kampioen in Derde klasse, de club had echter net als in zijn vorige passage geen licentie. Da Silva maakte dat seizoen 33 doelpunten in 30 wedstrijden. Bijna 2.5 maal meer goals dan zijn vorige record, dit was ook toevallig in Derde klasse bij Cappellen.

##### Union Sint-Gillis
Na zijn korte passage bij Cappellen vertrok hij naar Union Sint-Gillis. Les Unionistes werd derde in dezelfde reeks als Cappellen en mocht als kampioen promoveren omdat Cappellen en Royal Sprimont Comblain Sport geen licentie verkregen. Union haalde 6 punten minder dan oorspronkelijke kampioen Cappellen. In Tweede klasse werd Union gek genoeg zesde waardoor men de competitiehervorming van Tweede klasse waarbij men van 18 naar 8 ploegen ging overleefden. Da Silva speelde dat seizoen 26 wedstrijden en scoorde 8 maal. In het seizoen erna speelde én scoorde hij nog meer. Union eindigde dat seizoen op een vierde plaats. In 2017/18 eindigde Union op een zesde plaats. speelde dat seizoen 34 maal maar scoorde maar 4 keer.

##### Lierse Kempenzonen
Da Silva vertrok na 3 jaar in Brussel naar Lierse Kempenzonen, de kersverse fusieclub haalde in zijn eerste jaar uit zijn bestaan al meteen een eindrondeplek waar men 3e in werd. Da Silva was niet altijd titularis in dat seizoen. Zijn scorend vermogen bleef ook uit. Ook in het seizoen erna was Da Silva geen titularis, zijn scorend vermogen bleef ook dat seizoen uit. Lierse stond gek genoeg halverwege het seizoen met een volledige prof kern in de degradatiezonen terwijl men in een amateurreeks speelden. onder clubs als FC Dender EH en Olympic Charleroi.

## Statistieken
| Seizoen | Club               | Land   | Competitie             | Wed. | Goals |
| ------- | ------------------ | ------ | ---------------------- | ---- | ----- |
| 2001/02 | Berchem Sport      | België | Vierde Klasse B        | 17   | 4     |
| 2002/03 | Berchem Sport      | België | Derde Klasse B         | 32   | 12    |
| 2003/04 | SWI Harelbeke      | België | Tweede Klasse          | 21   | 3     |
| 2004/05 | SWI Harelbeke      | België | Derde Klasse A         | 29   | 2     |
| 2005/06 | Royal Cappellen FC | België | Derde Klasse A         | 32   | 9     |
| 2006/07 | Royal Cappellen FC | België | Derde Klasse A         | 27   | 14    |
| 2007/08 | Royal Cappellen FC | België | Derde Klasse B         | 33   | 3     |
| 2008/09 | RC Mechelen        | België | Derde Klasse A         | 7+   | 2+    |
| 2009/10 | KV Turnhout        | België | Tweede Klasse          | 33   | 9     |
| 2010/11 | KV Turnhout        | België | Tweede Klasse          | 31   | 5     |
| 2011/12 | Waasland-Beveren   | België | Tweede Klasse          | 31   | 5     |
| 2012/13 | Waasland-Beveren   | België | Eerste Klasse          | 21   | 2     |
| 2013/14 | SK Sint-Niklaas    | België | Derde klasse A         | 32   | 7     |
| 2014/15 | Royal Cappellen FC | België | Derde klasse A         | 30   | 33    |
| 2015/16 | Union Sint-Gillis  | België | Tweede Klasse          | 26   | 8     |
| 2016/17 | Union Sint-Gillis  | België | Eerste klasse B        | 32   | 9     |
| 2017/18 | Union Sint-Gillis  | België | Eerste klasse B        | 34   | 4     |
| 2018/19 | Lierse Kempenzonen | België | Eerste Klasse amateurs | 21   | 1     |
| 2019/20 | Lierse Kempenzonen | België | Eerste Klasse amateurs | 10   | 0     |
| Totaal  | Totaal             | Totaal | Totaal                 | 499  | 132   |

bijgewerkt tot 11 januari 2020